# Echipa gemenelor
Echipa Dublă! este un film original Disney Channel din anul 2002, bazat pe poveștile de viață ale unor jucători profesioniști de baschet, Heather și Heidi Burge. Filmul a fost difuzat pe Disney Channel pe 18 ianuarie 2002 și a fost lansat pe VHS, care acum este în afara imprimării.

## Complot
În 1985, Gemenii Heather și Heidi Burge sunt forțați de insistentul lor tată să-și părăsească fosta școală și să participe la o altă școală pentru a avea șanse mai mari la o facultate cu bursă. Cu toate acestea, Heidi are tendința de a crede că ea a fost o atletă inferioară lui Heather, și într-o încercare de a ieși din umbra lui, a intrat într-o echipă a școlii.
Heather și Heidi sunt la școală pentru a juca volei , mai degrabă decât de baschet, dar antrenorul de baschet feminin o remarcă pe  Heather pentru înălțimea ei. Ea profită de această ocazie de a juca baschet pentru a-și ajuta antrenorul  pentru următorul  sezon de volei. Heather se întâlnește Nicky Williams, starul din Palos Verdes. Între timp, Heidi află că tatăl ei a spus antrenorului că ambele fete ar putea juca la echipa de baschet, în ciuda faptului că Heidi este înscrisă deja în echipa școlii.
Heather și Heidi sunt atât de furioși pe situație—Heather pentru că nu a vrut-o pe Heidi în echipă și Heidi pentru că a crezut că Heather l-a pus pe tatăl lor să facă asta. Din dorința de a fi indepedentă de Heather, Heidi își urmărește propriile interese.
Când gemenii încep primul joc petru pentru Regii Marii, lasă o impresie proastă echipei deoarece acestea mint că sunt la fel de bogate ca mulți dintre colegii lor. Heather și Nicky formează o  gravă rivalitate iar Nicky încearcă să le scoată din școală pe gemenele Burge spunând școlii adevărata situație din familia Bruge.